# 寶得巴子爾

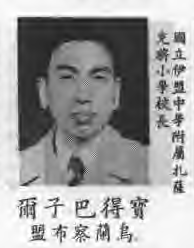
民國37年出版的《第一屆國民大會專輯》中的寶得巴子爾肖像

寶得巴子爾（1910年代約1918年—？年），漢名賀守業，烏蘭察布盟烏拉特前旗（今属内蒙古自治区巴彦淖尔市）人，曾當選蒙古烏蘭察布盟選出之第一屆國民大會代表。

## 經歷[1]
- 西南聯合大學畢業
- 雲南龍雲中學教導主任
- 伊克昭盟札薩克旗國立小學校長
- 中國國民黨伊克昭盟札薩克旗黨部書記長
- 綏境蒙政會教育科長
- 民國36年(1947年)，當選為蒙古烏蘭察布盟選出之第一屆國民大會代表